# 윌크스랜드

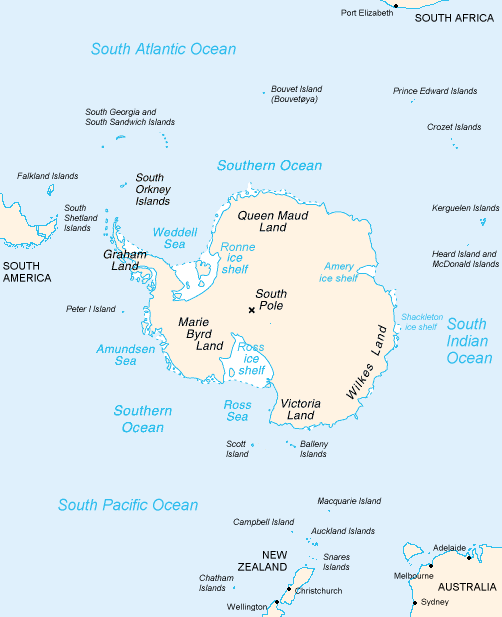
남극의 지도로, 오른쪽 아래에 위치하고 있다.

윌크스랜드(Wilkes Land)는 남극에 있는 지명이다. 남극 동부 (동남극), 인도양의 방향에 해당하는 동경 100도 31분 동경 142도 02분에 걸친 지역이다.
명칭은 1840년에 이 지역의 해안을 발견한 미국의 군인이자 탐험가 찰스 윌크스에서 따온 것이다.